# Chrysotus inornatus
Chrysotus inornatus är en tvåvingeart som beskrevs av Octave Parent 1933. Chrysotus inornatus ingår i släktet Chrysotus och familjen styltflugor. Inga underarter finns listade i Catalogue of Life.